# SMSS J215728.21-360215.1
SMSS J215728.21-360215.1 — сверхъяркий квазар в созвездии Южной Рыбы с красным смещением z=4,75. Находится на расстоянии более 12 млрд световых лет от Солнца.
Был обнаружен австралийскими астрономами при анализе данных наземного телескопа SkyMapper, а также космических телескопов Gaia и WISE.
В центре квазара находится сверхмассивная чёрная дыра массой около 32 млрд масс Солнца. Масса чёрной дыры в центре квазара увеличивается на 1 % каждый миллион лет. Каждый день она поглощает массу, эквивалентную половине массы Солнца. На момент своего обнаружения объект являлся «самой быстрорастущей чёрной дырой в известной Вселенной».
Кристиан Вулф из Австралийского национального университета полагает, что данный квазар «вероятно, в 10 тысяч раз ярче, чем галактика, в которой он находится». Если бы квазар находился в центре Млечного Пути, для земного наблюдателя он бы был в 10 раз ярче полной Луны, однако из-за сильного гамма-излучения жизнь на Земле была бы невозможна.
Квазар появился уже через 1,2 млрд лет после Большого взрыва.
В июле 2020 года появились новые оценки, согласно которым масса чёрной дыры составляет 34 млрд масс Солнца.